# Parafia św. Proroka Eliasza w Podbielu
Parafia św. Proroka Eliasza – parafia prawosławna w Podbielu (kolonii wsi Dubiażyn), w dekanacie Bielsk Podlaski diecezji warszawsko-bielskiej.
Na terenie parafii funkcjonują 2 cerkwie i 1 kaplica:
- cerkiew św. Proroka Eliasza w Podbielu – parafialna
- cerkiew św. Gabriela Zabłudowskiego w Malinnikach – cmentarna
- kaplica św. Jerzego w Gredelach – filialna

Do parafii należą miejscowości: Dubiażyn, Koszki, Gredele, Malinniki, Mokre, Kozły, Rajki i przysiółek Podbiele, każda z miejscowości ma swój cmentarz.
Parafia liczy ok. 800 wiernych.

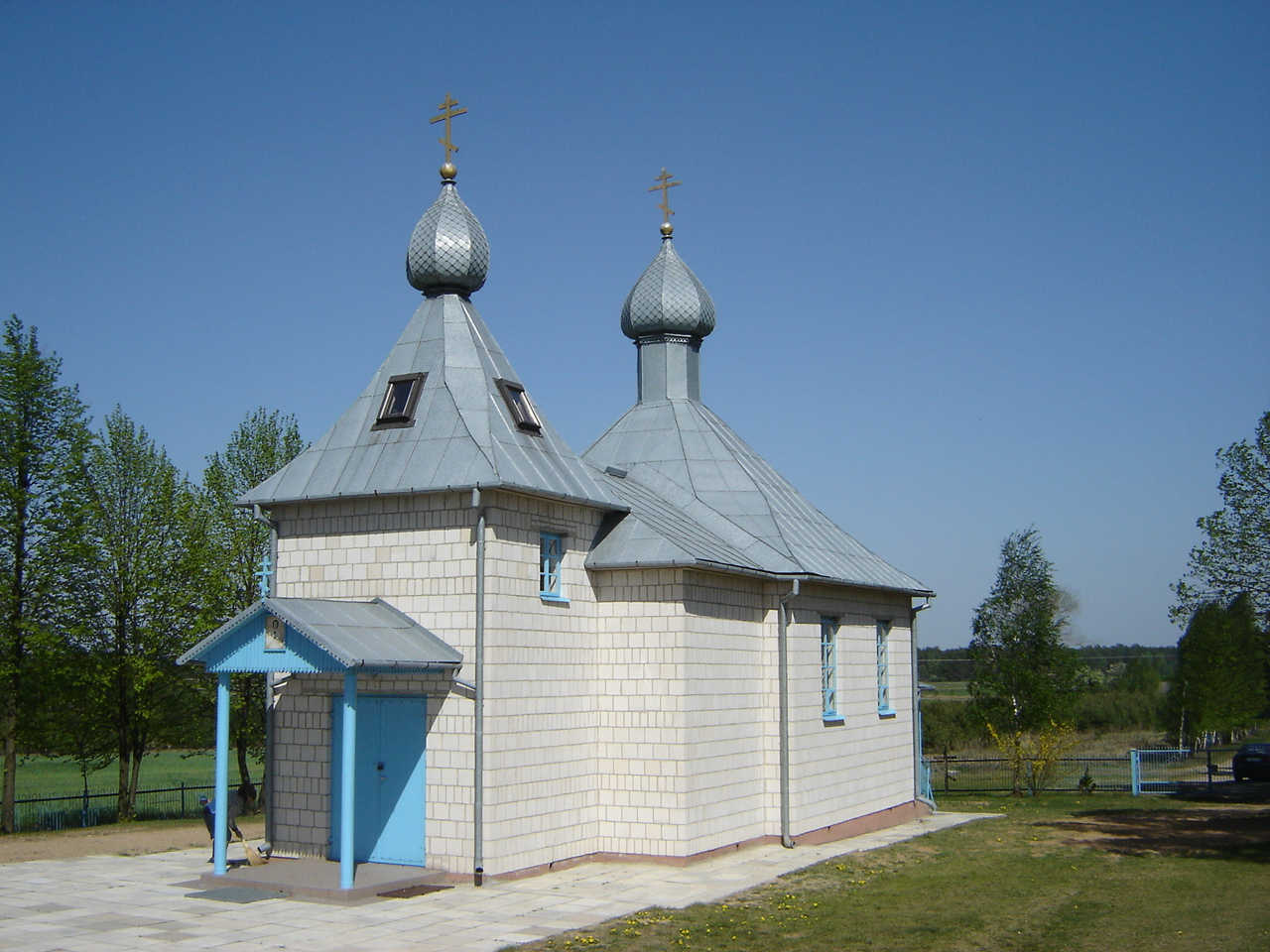
Cerkiew cmentarna w Malinnikach
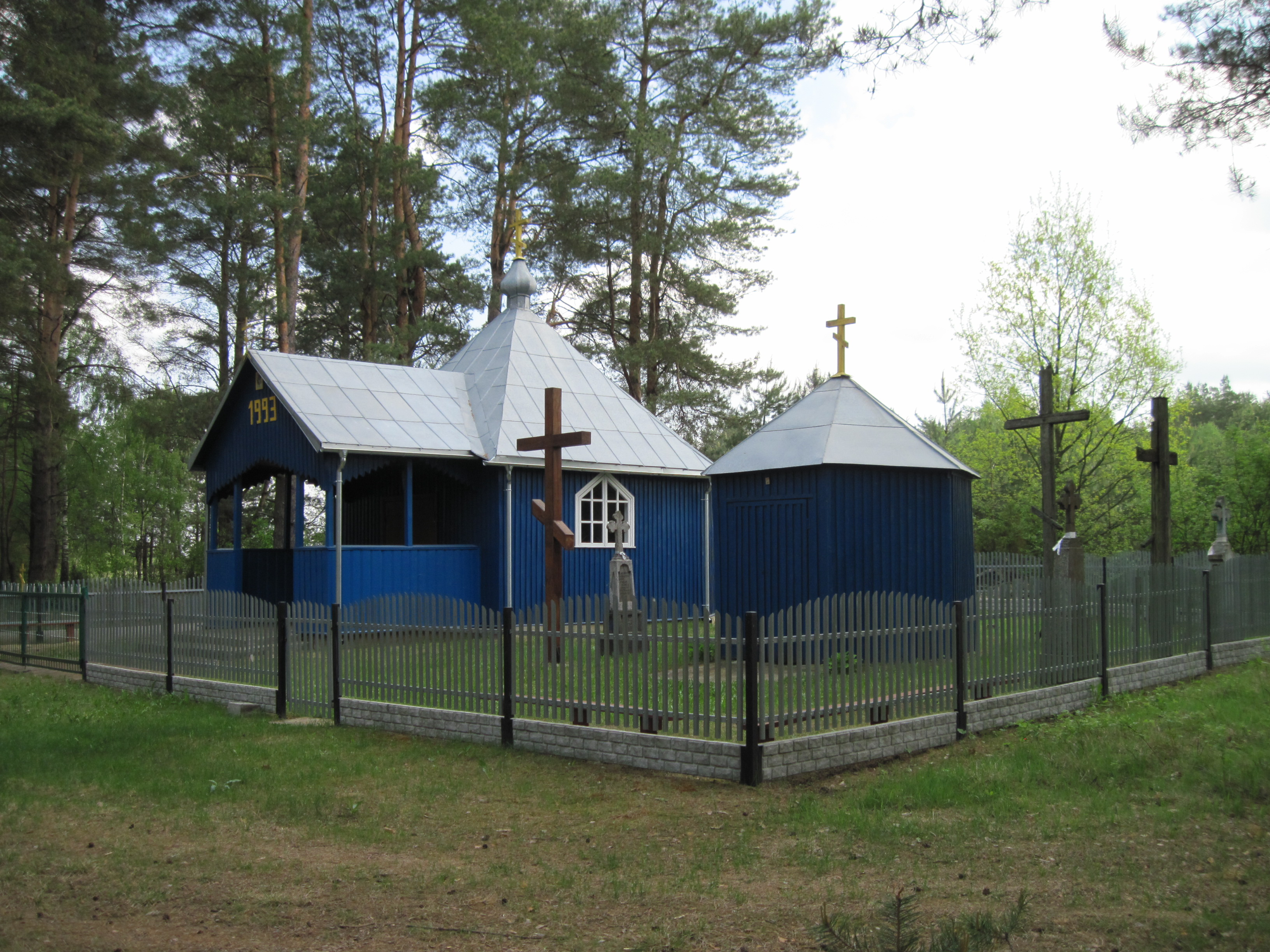
Kaplica św. Jerzego w Gredelach

## Wykaz proboszczów
- 1861–1874 – ks. Konstanty Kaczanowski
- 1874–1887 – ks. Eliasz Tałyzin
- 1887 – ks. Józef Taranowicz
- 1912 – ks. Teodozy Dietjewski
- 1928 – hieromnich Nikon (Maruk), ks. Mikołaj Żukow, ks. Piotr Doroszkiewicz
- 1945–1946 – ks. Paweł Nikitiuk
- 1946–1948 – ks. Jan Bandałowski
- 1949–1954 – ks. Bazyli Siemientowski
- 1954–1958 – ks. Eugeniusz Naumow
- 1958–1966 – ks. Włodzimierz Bliźniuk
- 1966–1970 – ks. Eugeniusz Naumow
- 1970–2007 – ks. Mikołaj Bliźniuk
- od 2007 – ks. Mirosław Czurak